# Вейнек (лунный кратер)
Кратер Вейнек (лат. Weinek) — небольшой ударный кратер в юго-восточной части видимой стороны Луны, располагающийся на юге от моря Нектара. Название присвоено в честь австро-венгерского астронома Ладислава Вейнека (1848—1913) и утверждено Международным астрономическим союзом в 1935 г. Образование кратера относится к нектарскому периоду.

## Описание кратера

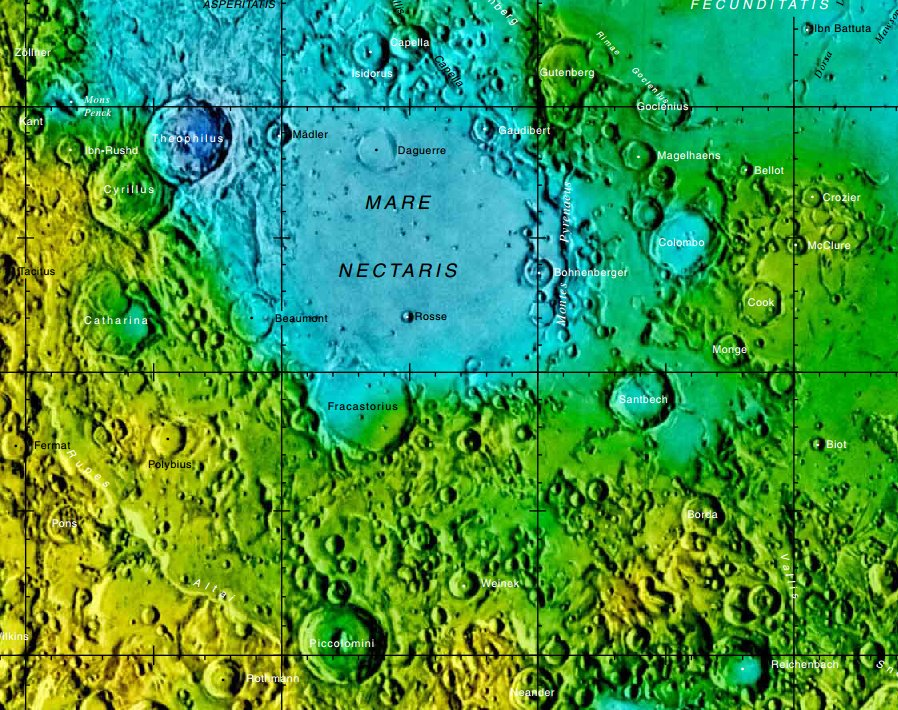
Окрестности кратера Вейнек. Фрагмент карты видимой стороны Луны.

Ближайшими соседями кратера являются кратер Фракасторо на северо-западе; кратер Сантбек на северо-востоке, кратер Неандер на юго-востоке и кратер Пикколомини на юго-востоке. Селенографические координаты центра кратера 27°34′ ю. ш. 37°04′ в. д. / 27,57° ю. ш. 37,06° в. д., диаметр 32 км, глубина 3,37 км.
Кратер имеет циркулярную форму, вал кратера умеренно разрушен, севарная часть вала перекрыта тройкой небольших кратеров. Внутренний склон кратера ровный, в юго-восточной части перекрыт несколькими небольшими кратерами. Высота вала кратера над окружающей местностью 940 м, объем кратера составляет приблизительно 710 км³. Центральный пик отсутствует. Дно чаши кратера плоское и ровное, в центре чаши расположен небольшой кратер.

## Сателлитные кратеры

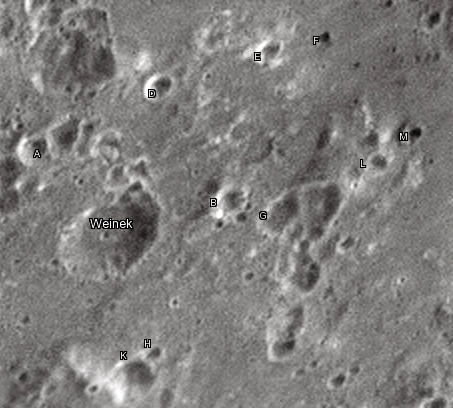
Снимок Девида Кемпбелла.

| Вейнек | Координаты                                            | Диаметр, км |
| ------ | ----------------------------------------------------- | ----------- |
| A      | 26°57′ ю. ш. 35°31′ в. д. / 26,95° ю. ш. 35,52° в. д. | 9,4         |
| B      | 26°57′ ю. ш. 38°13′ в. д. / 26,95° ю. ш. 38,22° в. д. | 10,1        |
| D      | 26°01′ ю. ш. 36°32′ в. д. / 26,01° ю. ш. 36,54° в. д. | 8,9         |
| E      | 25°23′ ю. ш. 37°35′ в. д. / 25,39° ю. ш. 37,58° в. д. | 8,6         |
| F      | 25°08′ ю. ш. 38°10′ в. д. / 25,14° ю. ш. 38,16° в. д. | 4,7         |
| G      | 26°58′ ю. ш. 38°58′ в. д. / 26,97° ю. ш. 38,97° в. д. | 14,8        |
| H      | 28°40′ ю. ш. 38°31′ в. д. / 28,66° ю. ш. 38,51° в. д. | 6,2         |
| K      | 28°58′ ю. ш. 38°26′ в. д. / 28,96° ю. ш. 38,43° в. д. | 16,6        |
| L      | 26°11′ ю. ш. 39°43′ в. д. / 26,19° ю. ш. 39,71° в. д. | 8,3         |
| M      | 25°50′ ю. ш. 39°58′ в. д. / 25,83° ю. ш. 39,96° в. д. | 6,4         |